# Soyouz (fusée)
Pour Le véhicule spatial Soyouz, voir Soyouz (véhicule spatial).
Pour les articles homonymes, voir Soyouz.
 (juin 2018).
Soyouz (du russe Союз /sajuz/, « Union ») est un lanceur soviétique puis russe dont la conception remonte aux années 1950 et qui fut utilisé initialement pour lancer les vaisseaux avec équipage du programme Soyouz. Ce lanceur, d'un peu plus de 310 tonnes et 46 mètres de haut, peut placer une charge utile de plus de 7 tonnes en orbite terrestre basse depuis les cosmodromes russes. Il est notamment utilisé de nos jours pour mettre en orbite des satellites militaires russes, les équipages de la Station spatiale internationale, lancer les vaisseaux cargo Progress qui ravitaillent la Station spatiale internationale et pour mettre sur orbite des satellites scientifiques russes ou européens. Grâce à sa fiabilité et son faible coût de production, il est toujours apprécié malgré la rusticité des techniques employées. À fin 2017, plus de 1 880 lanceurs Soyouz ont été lancés, avec un taux de réussite proche de 98 %. De juillet 2011 (retrait du service de la navette spatiale américaine) à mai 2020 (premier vol habité du Crew Dragon), le vaisseau Soyouz était le seul véhicule capable d'envoyer un équipage vers la Station spatiale internationale.
Tous les lanceurs Soyouz sont construits depuis le début dans le centre de production TsSKB Progress située à Samara, dans le sud-est de la Russie. Il se fabrique dans ce centre jusqu'à soixante lanceurs Soyouz par an au début des années 1980. Dans le cadre d'accords commerciaux avec Arianespace, le lanceur Soyouz fut lancé entre fin 2011 et 2022 depuis le Centre spatial guyanais (CSG), où des installations d'assemblage et de lancement servies par des équipes russes sont construites à Sinnamary, près de Kourou.

## Les différentes versions de Soyouz

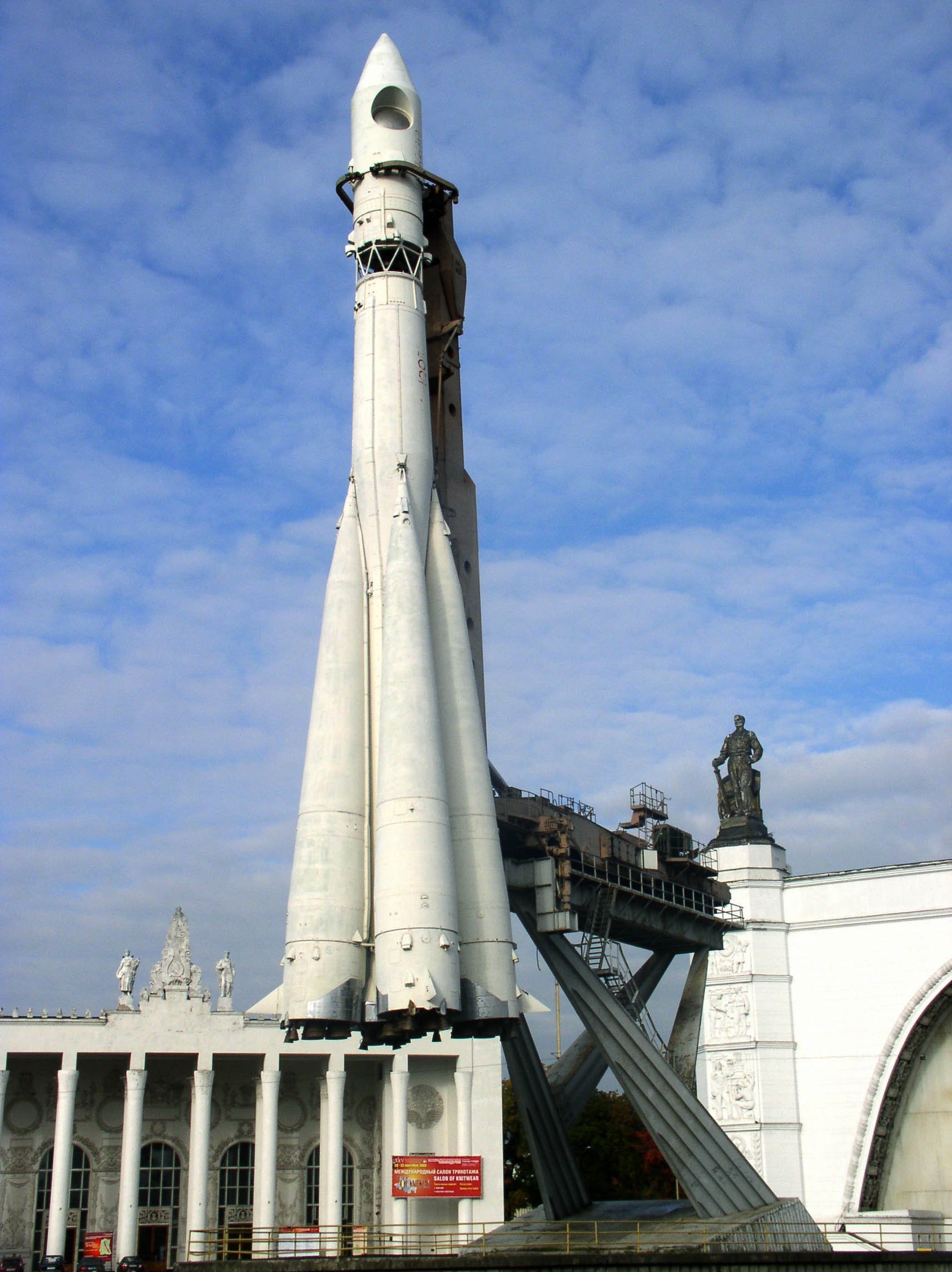
Fusée R-7 Vostok à deux étages (comme pour la version Soyouz) dérivée du missile intercontinental Semiorka.

Le lanceur Soyouz est mis en service en 1966. Il s'agit d'une évolution du lanceur Voskhod lui-même dérivé du missile balistique intercontinental R-7 Semiorka par adjonction d'un troisième étage. Le lanceur comporte dans sa version standard 3 étages. Le lanceur Molnia dotée d'un quatrième étage, développé par la suite, peut atteindre des orbites elliptiques élevées. Une nouvelle variante plus puissante, le Soyouz-U, est lancée pour la première fois en 1973. Version la plus lancée (776 exemplaires), il effectue son dernier vol le 22 février 2017. Il est remplacé par les Soyouz-FG et Soyouz-2. Le Soyouz-U comporte une variante, le lanceur Soyouz-U2, qui utilise un carburant appelé syntin (1,2-dicyclopropyl-1-méthylcyclopropane) à la place du kérosène.
Les différences entre versions portent sur les moteurs, la coiffe et le carburant utilisé. Toutes les versions comportent 3 étages et sont optimisées pour l'injection d'une charge utile en orbite terrestre basse. Depuis la fin des années 1990, un quatrième étage peut être ajouté pour atteindre les orbites les plus hautes, tâche qui est jusqu'à présent réservée aux lanceurs Molnia qui ne sont pas d'un emploi assez souple (le quatrième étage ne peut être allumé qu'une seule fois).

### Premières versions
- Soyouz (11A511) : il s'agit de la version initiale qui est lancée pour la première fois en mai 1966. Le vaisseau spatial Soyouz 1 est mis en orbite en avril 1967 par cette version. Le lanceur comporte des moteurs RD-107 au premier étage, un moteur RD-108 au second étage et un RD-0110 au troisième. La masse au décollage est de 308 tonnes et la hauteur de 50,67 mètres. Ce modèle est utilisé pour lancer des vaisseaux spatiaux habités, mais également un très grand nombre de satellites militaires de la série Cosmos. Le dernier exemplaire de cette version effectue le lancement du vaisseau spatial Soyouz 18 ;
- Soyouz-L (11A511L, en russe : 11A511Л, Л pour Лунный - en français : « lunaire ») : cette version est utilisée pour tester les lancements de prototypes de sondes lunaires. Les différences avec le modèle précédent portent sur la coiffe et le renforcement de la structure du second étage. La masse au décollage est de 305 tonnes et la hauteur de 44 mètres. Cette version n'est lancée que 3 fois, la première fois le 24 novembre 1970. Une esquisse de la Soyouz-L est visible ici ;
- Soyouz-M (11A511M, en russe : 11A511М, М pour Модифицированный - en français : modifié) : on ne connaît pas précisément le détail des différences entre cette version et la version originelle. Le Soyouz M pèse 310 tonnes et est haut de 50,67 mètres. Cette version est lancée en tout 8 fois pour mettre en orbite des satellites d'observation militaires de la série Zenit-4MT. Le premier vol a lieu le 27 décembre 1971.

### Versions ultérieures

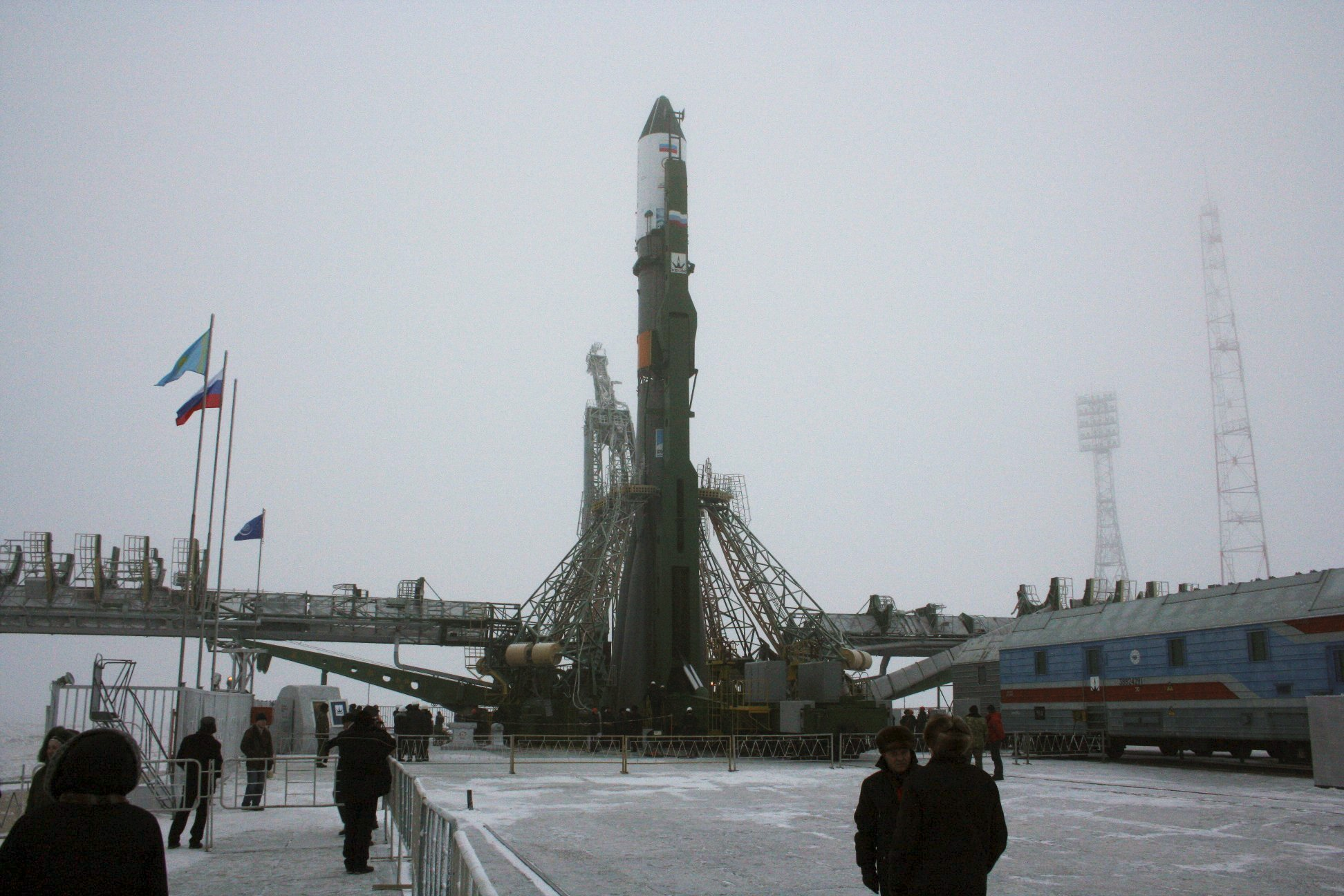
Un lanceur Soyouz-U prêt à lancer le vaisseau de ravitaillement Progress-M59 (Baïkonour, janvier 2007).

- Soyouz-U (11A511U, en russe : 11A511У, У pour Унифицированный - en français : unifié) : le Soyouz-U, qui vole pour la première fois le 18 mai 1973 intègre toutes les évolutions des 8 années précédentes en les standardisant. Ces modifications portent sur les moteurs ainsi que les installations de lancement. Les moteurs modifiés reçoivent une nouvelle désignation : RD-117 pour le premier étage et RD-118 pour le second étage. Le Soyouz-U est la version qui est le plus souvent utilisée. Elle pèse 313 tonnes et est haute de 51,1 mètres. Elle peut placer une charge utile de 6 950 kg sur une orbite de 200 km depuis le cosmodrome de Baïkonour ; depuis le cosmodrome de Plessetsk, une charge de 6 700 kg peut être envoyée sur une orbite de 220 km. La dernière Soyouz-U est lancée le 22 février 2017, depuis Baïkonour, pour assurer le ravitaillement de la Station spatiale internationale (ISS) avec la capsule Progress MS-05 ;
- Soyouz-U2 (11A511U2, russe 11A511У2) : la version Soyouz-U2 a été lancée pour la première fois le 28 décembre 1982. Elle utilise en guise de carburant un kérosène synthétique (le syntin) qui lui permet d'emporter une charge utile supplémentaire de 200 kg. 80 lanceurs du modèle U2 ont été lancés essentiellement pour mettre en orbite des vaisseaux avec équipage. Mais, au milieu des années 1990, il était devenu nécessaire de modifier l'installation de fabrication de ce carburant avec une incidence importante sur son prix de revient. En conséquence cette version fut abandonnée et la dernière Soyouz-U2 a lancé le 3 septembre 1995 le vaisseau spatial Soyouz TM-22 ;
- Soyouz-FG (11A511FG, russe 11A511ФГ) : le Soyouz-FG est un lanceur de transition entre la Soyouz-U et la nouvelle Soyouz-2. La puissance des moteurs des deux premiers étages est optimisée. Ces moteurs sont renommés RD-107A et RD-108A. La Soyouz-FG plus puissante que la Soyouz-U est utilisée pour mettre en orbite le vaisseau spatial Soyouz-TMA chargé de ravitailler la Station spatiale internationale. Elle peut placer une charge utile de 7 130 kg sur une orbite de 200 km depuis Baïkonour. Son premier lancement a eu lieu le 21 mai 2001.

## Soyouz-2/ST

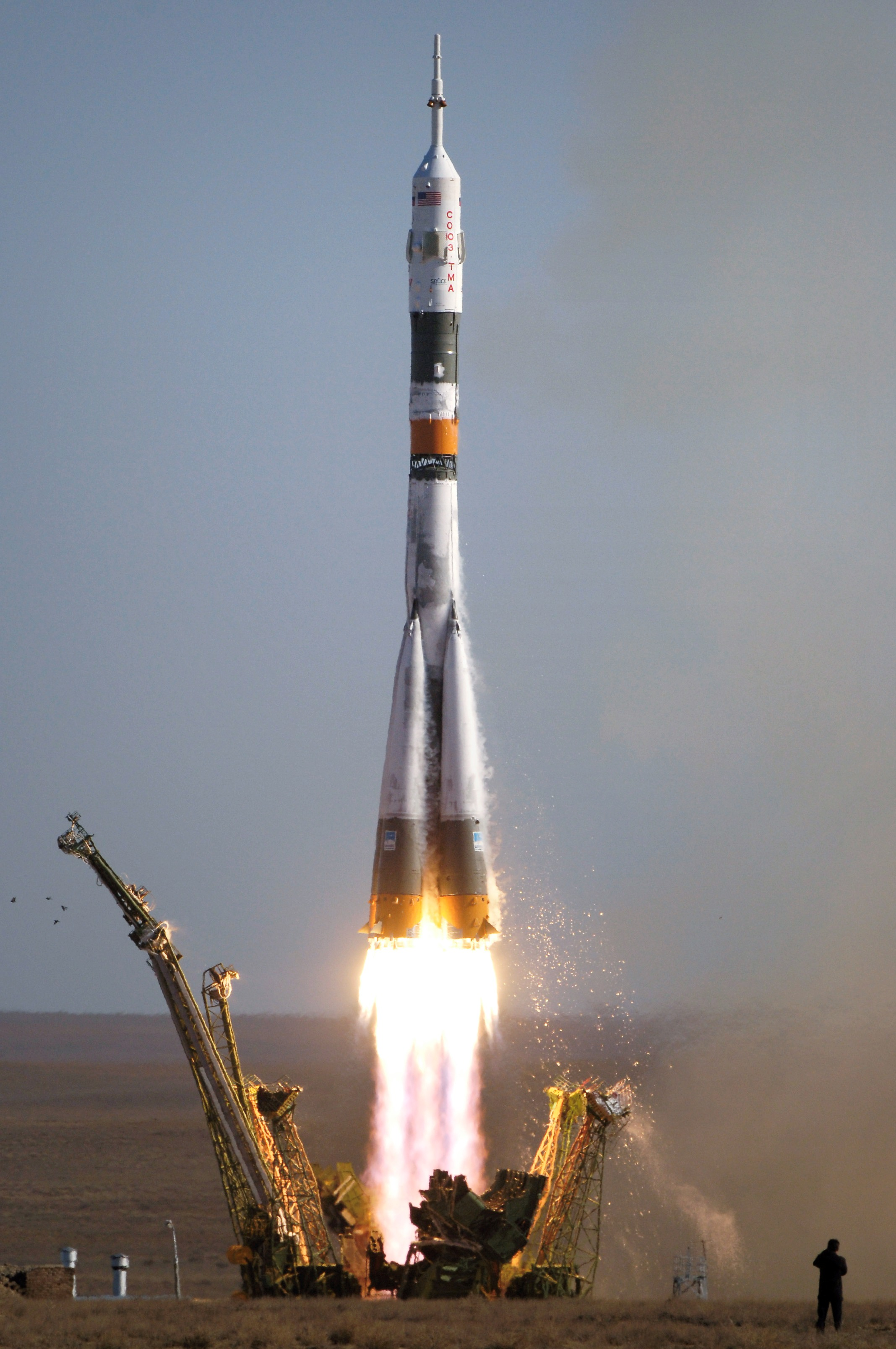
Décollage d'un Soyouz-FG pour la mission Soyouz TMA-9.

À compter de 1992, la Russie lance le développement d'une nouvelle version de la version Soyouz-U surnommée Rus (russe : Русь) qui doit permettre de placer en orbite basse une charge utile de 7,5 tonnes. La Russie doit disposer d'un système de commandes de vol numérique destiné à remplacer le vieux système analogique des années 1960. Cette modification doit permettre d'apporter plus de souplesse au plan de lancement et d'optimiser l'utilisation du carburant ce qui doit augmenter la capacité d'emport. Un nouveau moteur doit être installé sur le troisième étage (RD-0124 avec une poussée de 30 kN, une impulsion spécifique de 3 522 N s/kg soit 359 secondes) et les moteurs des premier et second étages doivent être remplacés par des RD-107A et des RD-108A plus puissants. La Rus est renommée par la suite Soyouz-2. Mais l'aéronautique russe dispose à l'époque de moyens réduits et le développement du Soyouz-2 se fait au ralenti.
La création d'une structure commune avec Arianespace, la société Starsem, chargée de commercialiser le lancement de satellites commerciaux occidentaux par le lanceur Soyouz, permet de lever les contraintes financières. L'argent des premiers contrats permet de relancer le développement de la nouvelle version du Soyouz. À l'origine, Starsem prévoit de mettre sur le marché à compter de 2002 un Soyouz-U avec un système de commandes de vol numérique et les moteurs RD-107A et RD-108A sous l'appellation Soyouz-ST. Le nouveau modèle doit disposer d'une nouvelle coiffe (type ST) d'une taille équivalente à celle du lanceur Ariane 4. Une variante équipée au niveau du troisième étage d'un moteur RD-0124 reçoit l'appellation Soyouz-ST+.
Finalement, une version Soyouz-FG moins ambitieuse est développée en 2001, ne se distinguant de la version U que par ses moteurs RD-107A et RD-108A. Elle est initialement utilisée pour lancer les vaisseaux spatiaux habités ou de ravitaillement. Parallèlement l'étage supérieur Fregat est développé et utilisé avec succès sur le Soyouz-U puis le Soyouz-FG. Par la suite, une nouvelle coiffe (de type S) est mise au point et utilisée par exemple sur les lanceurs des sondes spatiales Mars Express et Venus Express.
Le 8 novembre 2004 un lanceur Soyouz-2.1a, modèle intermédiaire, est lancée avec succès. Cette version dispose d'un système de commande de vol numérique et son troisième étage, bien que toujours propulsé par l'antique RD-0110, est modifié pour recevoir un moteur RD-0124. Un second lancement intervient le 19 octobre 2006 pour placer en orbite le satellite météorologique européen MetOp pour lequel sont utilisés le quatrième étage Fregat et une coiffe de type ST. Le Soyouz-2.1b, qui reprend les spécifications initiales de la Soyouz-2, est lancée pour la première fois à Baïkonour le 27 décembre 2006 : il place en orbite polaire le télescope spatial CoRoT.
Le Soyouz-2.1a peut placer une charge utile de 7 020 kg sur une orbite de 200 km depuis Baïkonour ; depuis le cosmodrome de Plessetsk, une charge de 6 830 kg peut être envoyée sur une orbite de 220 km. Le Soyouz-2.1b peut placer une charge utile de 8 250 kg sur une orbite de 200 km depuis Baïkonour ; depuis le cosmodrome de Plessetsk, une charge de 7 020 kg peut être envoyée sur une orbite de 220 km.
La capacité d'un Soyouz-STK (versions 2.1a et 2.1b, « ST » pour « Spéciale Tropiques ») utilisée depuis la Guyane est encore bien supérieure. Depuis le Centre spatial guyanais (CSG), la version Soyouz-STK peut placer une charge de 9 000 kg en orbite basse. À 450 km d'altitude, la capacité est portée de 4 900 kg à 5 500 kg avec l'ajout de l'étage Fregat. Les deux premiers lancements depuis le CSG sont réussis :
- le 21 octobre 2011 : STB, pour les deux premiers satellites Galileo IOV ;
- le 17 décembre 2011 : STA, pour les satellites Pléiades, SSOT et Elisa.

En 2006, un nouveau développement est envisagé sous la dénomination Soyouz 2.3. Cette version comporte un étage central propulsé par un moteur Kouznetzov NK-33 (le moteur du lanceur N1). Ce modèle peut mettre en orbite basse une charge utile de 11 tonnes depuis Baïkonour et de 12,7 tonnes depuis le CSG.

## Quatrième étage
Pour que le lanceur Soyouz puisse mettre en orbite des satellites commerciaux, des satellites scientifiques et des sondes spatiales sur une orbite moyenne, haute ou interplanétaire, un quatrième étage est développé. Cet étage est enveloppé par la coiffe avec la charge utile.

### L'étage Soyouz/Ikar
L'étage Ikar est développé à partir du système de propulsion du satellite d'observation Iantar et est utilisé sur un Soyouz-U pour mettre en orbite des satellites Globalstar. Vingt-quatre satellites Globalstar sont ainsi mis en orbite en 1999 par six lanceurs à raison de quatre satellites par vol. L'ensemble Soyouz-U/Ikar pèse 308 tonnes et fait 47,285 mètres de haut. À compter de l'année 2000, Ikar est remplacé par l'étage Fregat.

### L'étage Fregat
L'étage Fregat est développé à partir du système de propulsion des sondes spatiales Phobos et Mars 96 ; il est équipé d'un système de commandes de vol numérique moderne et d'un propulseur qui peut être rallumé jusqu'à vingt fois. Il est développé par la société russe Lavotchkine.
Ses caractéristiques sont optimales pour le lancement de plusieurs satellites qui doivent être placés sur des orbites différentes. Après deux vols de qualification, les deux premiers vols opérationnels permettent de placer en orbite les quatre satellites de l'agence spatiale européenne (ESA) de la mission Cluster. Cet étage est utilisé pour le lancement de sondes spatiales (Mars Express) et de satellites commerciaux.
Depuis 2006, l'étage Fregat est utilisé conjointement avec la nouvelle version Soyouz-2 et donc la version Soyouz ST pour les lancements depuis le CSG, dont le premier a lieu le 21 octobre 2011.
L'ensemble Soyouz/Fregat pèse 306 tonnes et est haut de 46,645 mètres ; il peut placer en orbite de transfert géostationnaire depuis Baïkonour une charge utile de 2 100 kg et en orbite de transfert pour Mars de 1 260 kg.

## Caractéristiques techniques

Éclaté et coupe de la fusée Soyouz FG.

### Premier étage

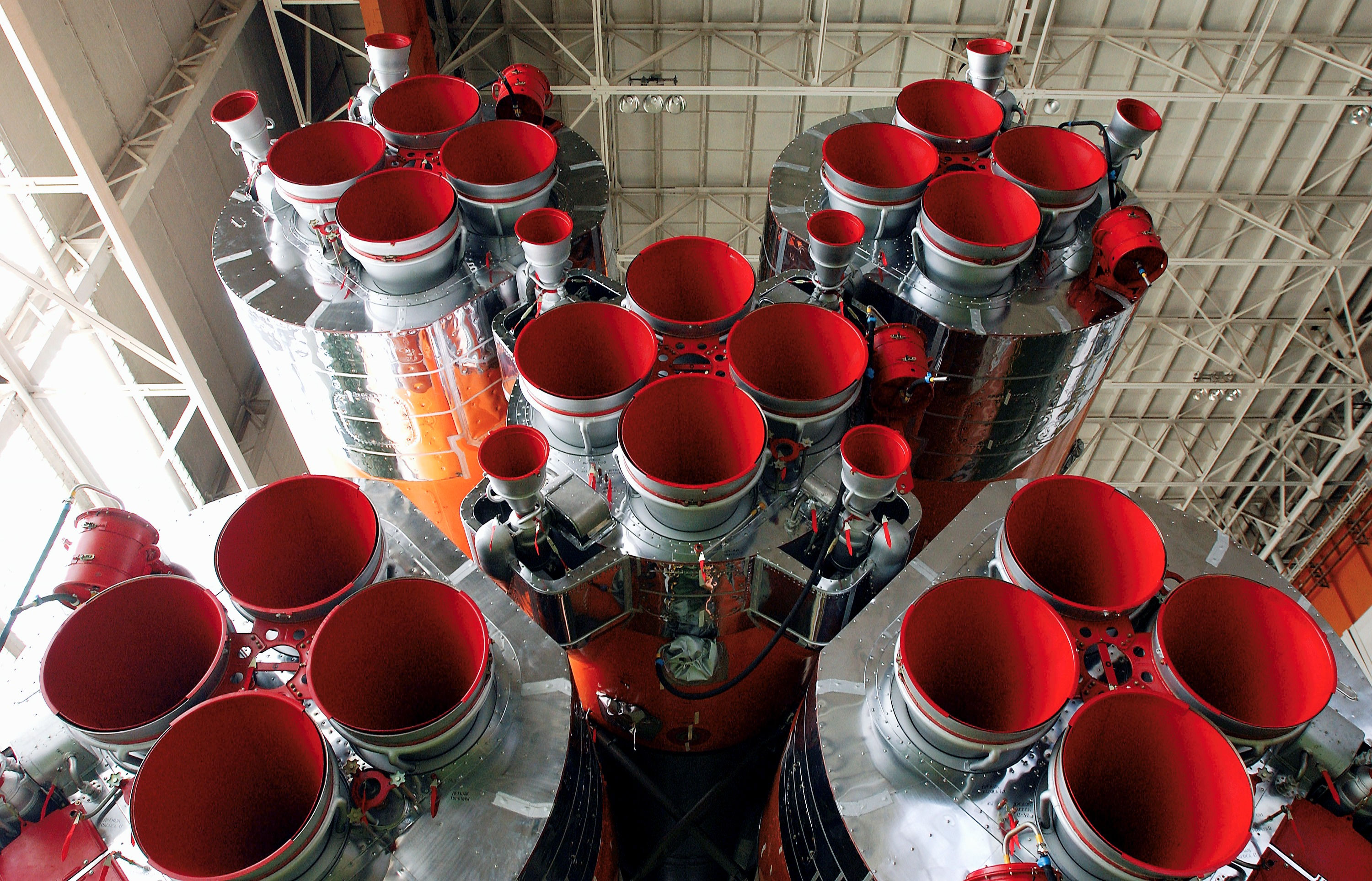
Tuyères des moteurs des premier et second étages (en position centrale). Les tuyères des moteurs verniers sont plus petites.

Le premier étage de Soyouz est constitué de quatre propulseurs coniques identiques disposés en fagot attaché autour du second étage. Chaque propulseur comporte un moteur unique RD-107 avec un jeu de turbopompes qui alimente quatre chambres de combustion ainsi que deux moteurs verniers. Les moteurs fonctionnent avec un mélange de kérosène (carburant)/LOX, c'est-à-dire de l'oxygène stocké à l'état liquide (comburant).
Caractéristiques (pour chacun des 4 propulseurs) :
- poids total : 44,5 tonnes ;
- carburant : 39,2 tonnes ;
- masse à vide : 3 784 kg ;
- diamètre : 2,68 m ;
- longueur : 19,6 m ;
- durée de la combustion : 118 s ;
- moteurs :
  - modèles Soyouz et Soyouz-U :
    - RD-107 ;
      - poussée 813 kN au décollage ;
      - poussée 991 kN dans le vide ;
      - impulsion spécifique 245 kgf s/kg (2,40 kN s/kg) au décollage ;
      - impulsion spécifique 310 kgf s/kg (3,04 kN s/kg) dans le vide ;
      - pression dans la chambre de combustion 5,85 MPa ;

  - modèle Soyouz-ST :
    - RD-117 (11D511) :
      - poussée 838 kN au décollage ;
      - poussée 1 021 kN dans le vide ;
      - impulsion spécifique 245 kgf s/kg (2,40 kN s/kg) au décollage ;
      - impulsion spécifique 310 kgf s/kg (3,04 kN s/kg) dans le vide (estimé) ;
      - pression dans la chambre à combustion 5,85 MPa ;

  - modèle Soyouz-FG :
    - RD-107A (14D22) :
      - poussée 775 kN au décollage ;
      - impulsion spécifique 320,2 kgf s/kg (3,14 kN s/kg) dans le vide ;

  - modèle Soyouz-FG (pour la version lancée au CSG)[6],[7] :
    - RD-107A :
      - poussée 813 kN au décollage  ;
      - poussée 1 023 kN dans le vide ;
      - impulsion spécifique 262 s au décollage ;
      - impulsion spécifique 319 s dans le vide ;
      - temps de combustion 118 s.

### Second étage

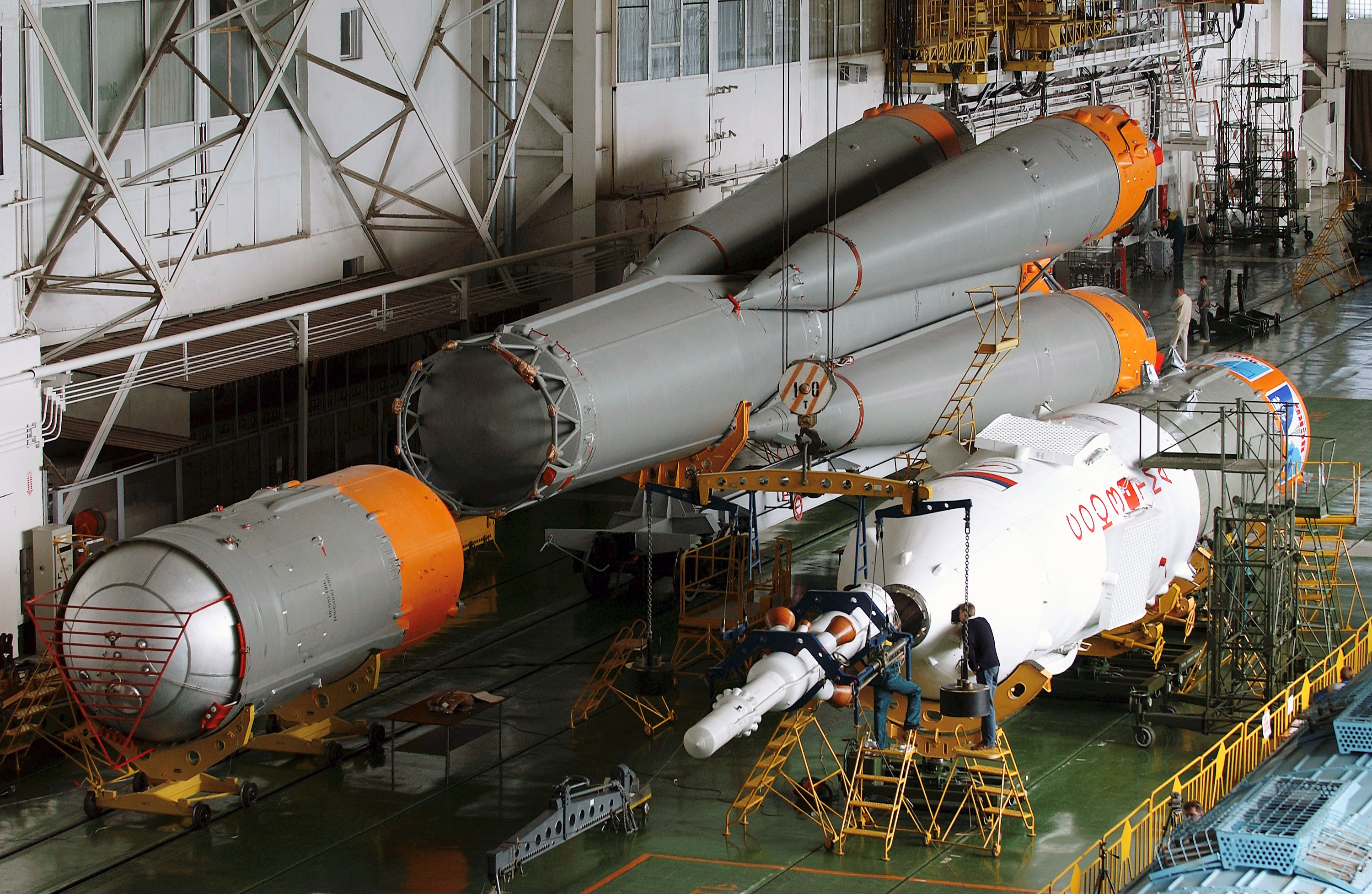
Assemblage d'une fusée Soyouz-FG pour la mission TMA-5 (2004). Le troisième étage (à gauche) n'est pas encore assemblé. La coiffe, la tour de sauvetage et la capsule sont à droite.

Le deuxième étage de Soyouz est un étage simple presque entièrement cylindrique dont la configuration est proche des propulseurs du premier étage. Le moteur est un RD-108, variante du RD-107 et les réservoirs de carburant sont allongés pour emporter plus de combustible. Comme chacun des propulseurs du premier étage, il dispose de quatre chambres à combustion et 1 jeu de turbopompes, mais compte par contre quatre moteurs verniers au lieu de deux. Le deuxième étage est allumé dès le décollage (une conception qui permettait d'interrompre le lancement en cas de problème d'allumage, car au début de l'ère spatiale il s'agissait d'un point faible des propulseurs) et il continue à fonctionner près de trois minutes après la séparation du premier étage. Cet étage est désigné par la lettre A, tandis que les quatre propulseurs du premier étage sont désignés par les lettres B, W, G et D (correspondant aux cinq premières lettres de l'alphabet cyrillique : А, Б, В, Г, Д) :
- poids total : 105,4 tonnes ;
- carburant : 95,4 tonnes ;
- carburant (Soyouz-U2 avec carburant de type syntin) : 96,4 tonnes ;
- poids à vide : 6 875 kg ;
- longueur : 28 m ;
- diamètre : 2,95 m ;
- durée de fonctionnement : 290 s ;
- moteur :
  - modèles Soyouz et Soyouz-U :
    - RD-108 ;
    - poussée 779 kN au décollage ;
    - poussée 997 kN dans le vide ;
    - impulsion spécifique 264 kgf s/kg (2,59 kN s/kg) au décollage ;
    - impulsion spécifique 311 kgf s/kg (3,05 kN s/kg) dans le vide ;
    - pression dans la chambre à combustion 5,1 MPa (740 psi) ;

  - modèle Soyouz-U2 avec carburant syntin :
    - RD-108 ;
    - poussée 811 kN au décollage ;
    - poussée 1 009 kN dans le vide ;
    - impulsion spécifique 264 kgf·s/kg (2,59 kN s/kg) au décollage ;
    - impulsion spécifique 311 kgf·s/kg (3,05 kN s/kg) dans le vide ;
    - pression dans la chambre à combustion 5,1 MPa (740 psi) ;

  - modèle Soyouz-ST :
    - RD-118 (11D512) ;
    - poussée 792 kN au décollage ;
    - poussée 990 kN dans le vide ;
    - impulsion spécifique 264 kgf s/kg (2,59 kN s/kg) au décollage (environ) ;
    - impulsion spécifique 311 kgf s/kg (3,05 kN s/kg) dans le vide (environ) ;
    - pression dans la chambre à combustion 5,85 MPa (848 psi) ;

  - modèle Soyouz-FG (pour la version lancée au CSG)[6],[7] :
    - RD-108A ;
    - poussée 792 kN au décollage ;
    - poussée 990 kN dans le vide ;
    - impulsion spécifique 255 s au décollage ;
    - impulsion spécifique 319 s dans le vide ;
    - temps de combustion 286 s.

### Troisième étage
Le troisième étage utilise un moteur RD-0110 qui fonctionne également avec du kérosène et de l'oxygène liquide (LOX). Il est allumé deux secondes avant l'extinction du second étage. Il existe aujourd'hui deux variantes du troisième étage : le bloc I (russe И) et sa version améliorée utilisée pour le Soyouz 2.1b :
- poids total : 25,2 tonnes ;
- carburant : 21,4–22,9 tonnes ;
- poids à vide : 2 355 kg ;
- longueur : 6,7 m ;
- diamètre : 2,66 m ;
- durée de fonctionnement : 240 s ;
- moteur :
  - bloc I :
    - RD-0110 ;
    - poussée 298 kN ;
    - impulsion spécifique 330 kgf s/kg (3,24 kN s/kg) ;
    - pression dans la chambre à combustion 6,8 MPa (986 psi) ;

  - bloc I amélioré :
    - RD-0124 (11D451) ;
    - poussée 320 kN (66 klbf) ;
    - impulsion spécifique 359 kgf s/kg (3,52 kN s/kg) ;
    - pression dans la chambre à combustion 16,2 MPa (2 350 psi).

### Quatrième étage Fregat
Le quatrième étage Fregat :
- poids total : 6 300 kg ;
- carburant : 5 350 kg ;
- poids à vide : 950 kg ;
- hauteur : 1,5 m ;
- diamètre : 3,35 mètres ;
- durée de fonctionnement : 900 s réallumable 20 fois ;
- moteur :
  - principal S5.92 :
    - carburant/comburant 5 350 kg de N2O4/UDMH ;
    - poussée (deux modes) 19,85 ou 14,0 kN dans le vide ;
    - impulsion spécifique 331 ou 316 s dans le vide ;

  - secondaire pour le contrôle d'attitude en sus du moteur principal :
    - 8 moteurs à hydrazine de 50 N.

### Tour de sauvetage

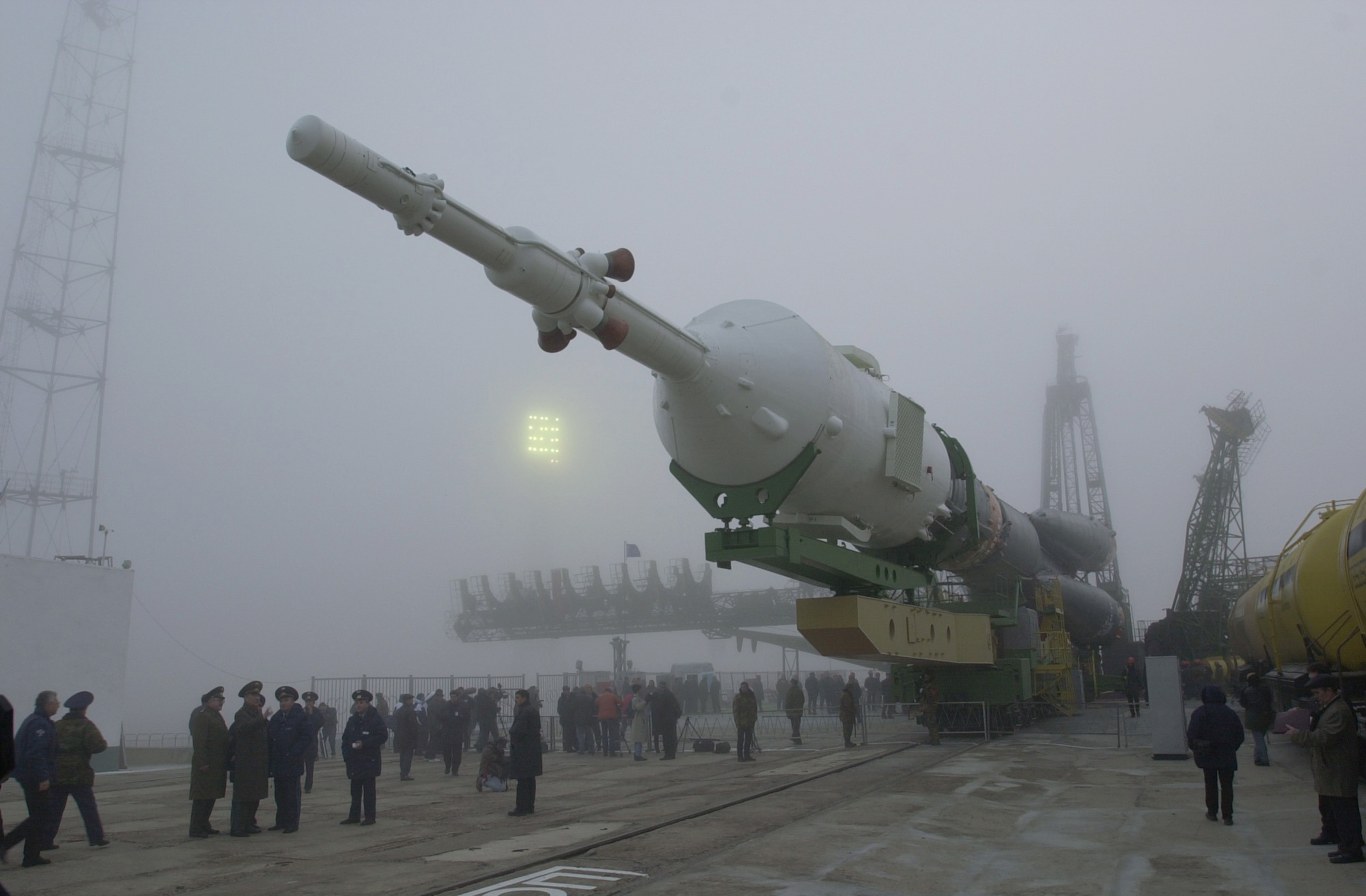
La tour de sauvetage est bien visible à l'extrémité de cette fusée Soyouz-U à Baïkonour (2000).

Lorsque la fusée Soyouz doit lancer une capsule avec équipage, une tour de sauvetage (russe САС c'est-à-dire система аварийного спасения) vient coiffer la fusée. Le système de sauvetage comprend plusieurs fusées à carburant solide. En cas de lancement avorté, les fusées de la tour de sauvetage sont allumées et propulsent la capsule contenant les cosmonautes en dehors de la zone dangereuse. Une fois en altitude, la tour de sauvetage est larguée et des parachutes sont déployés pour permettre un atterrissage en douceur de la capsule. Le 27 septembre 1983, une fusée Soyouz-U explosa sur la plate-forme de lancement : la tour de sauvetage permit de sauver le vaisseau spatial Soyouz T-10-1 quelques secondes avant l'explosion. Le dispositif de sauvetage comprend également quatre grands panneaux rectangulaires attachés à la coiffe qui, en cas d'activation de la tour de sauvetage, sont déployés pour stabiliser la capsule dans la phase ascensionnelle. De petites fusées à carburant solide séparent ensuite la coiffe de la capsule.

## L'aire de lancement Soyouz
Sur son aire de lancement, la fusée Soyouz est, pour l'essentiel, suspendue à quatre bras qui la maintiennent dressée à la verticale. Lorsque la fusée commence à s'élever, des contrepoids écartent les bras. Le fait de maintenir suspendue la fusée est un concept introduit par les fusées R-7/Soyouz. La fusée entière est ainsi tenue par ses propulseurs latéraux. Ceux-ci maintiennent à leur tour l'étage central. Cette conception reproduit les conditions de vol durant lequel les propulseurs latéraux poussent la partie centrale.
À l'allumage, les propulseurs latéraux sont allumés en premier, ensuite le second étage placé au centre. Lorsque les propulseurs du premier étage s'éteignent, ceux-ci se détachent simplement. Il n'y a pas de système mécanique, électrique ou hydraulique complexe pour séparer les propulseurs latéraux du reste de la fusée.

## Bases de lancement
La fusée Soyouz peut décoller depuis quatre bases de lancement.
Le cosmodrome de Baïkonour est la base historique depuis laquelle ont décollé les premières fusées Soyouz. Située à l'époque dans le territoire de l'Union soviétique, elle se retrouve aujourd'hui après l'éclatement de cet état au Kazakhstan. Cette base a jusqu'à présent (2024) le monopole des vols habités Soyouz. Deux aires de lancement sont disponibles : le site 1 le plus ancien et le site 31.
Les satellites militaires devant circuler sur une orbite polaire sont lancés depuis le cosmodrome de Plessetsk.
L'ensemble de lancement Soyouz (ELS) du Centre spatial guyanais est opérationnel depuis le 21 octobre 2011. Il permet au lanceur de disposer de performances nettement améliorées pour l'orbite géostationnaire. Il est suspendu en 2022, à la suite de l'Invasion de l'Ukraine par la Russie en 2022.
Le Cosmodrome Vostotchny, construit pour fournir une alternative située en territoire russe à Baïkonour, est situé dans l'Extrême-Orient russe. Le premier vol d'une fusée Soyouz a eu lieu en 2016.

## Les versions du lanceur étudiées
Plusieurs projets de fusées plus puissantes développées à partir de la fusée Soyouz ont été étudiés. Ces projets n'ont jusqu'à présent pas pu être réalisés faute de moyens financiers ou d'applications. Les plus connus sont décrits ci-dessous.

### Yamal
Yamal (russe Ямал) est une fusée proposée en 1996 par RKK Energuia qui repose largement sur la fusée Soyouz existante. L'objectif des concepteurs est d'augmenter fortement la capacité d'emport sans pour autant modifier les caractéristiques de la fusée de manière à pouvoir utiliser les installations de Soyouz sans modification. En outre la construction de la fusée Yamal doit utiliser au maximum les installations existantes. Le nom de la nouvelle fusée reprend celui de la série satellites de communication du conglomérat russe Gazprom qui devaient être lancés par la nouvelle fusée (finalement lancés à partir de 1999 par des fusées Proton).
Le premier étage de la fusée Yamal reprend sans changement celui de la Soyouz-U. Le deuxième étage doit recevoir un moteur NK-33. Le NK-33 est le moteur développé pour la fusée lunaire N1, qui en utilisait plusieurs. Le NK-33 n'est plus utilisé, mais une trentaine d'exemplaires étaient conservés. Ces moteurs devaient être vérifiés et légèrement modifiés : par exemple, il était prévu que la pression dans la chambre de combustion soit augmentée et qu'il puisse être orientable. Par ailleurs, pour permettre d'installer le moteur, le diamètre du deuxième étage devait être porté à 3,44 mètres (dans la Soyouz 2,66 m) et la masse du réservoir de carburant portée à 144 tonnes, cinquante tonnes de plus que dans la Soyouz). Le diamètre du troisième étage devait être augmenté, ce qui permettait d'emporter trente tonnes de carburant en plus. L'étage devait recevoir un RD-0124 qui est également installé sur la Soyouz-2. De plus, la fusée devait recevoir un quatrième étage dénommé Taïmyr (russe Таймыр) qui était dérivé du bloc « D » de la Proton. Une nouvelle coiffe plus volumineuse était également prévue. La masse de la nouvelle fusée était limitée à 374 tonnes, ce qui lui permettait d'utiliser les installations de Soyouz à Baïkonour et Plesetsk prévues pour des fusées d'une masse maximale de quatre cents tonnes. La fusée pouvait placer 11,8 tonnes sur une orbite de 200 km depuis Baïkonour, la charge utile depuis Plessetsk étant limitée à 11,3 tonnes et 1,36 tonne en orbite géostationnaire.
Bien que la fusée pouvait être développée en réalisant des modifications réduites et à partir d'éléments de la N1 déjà disponibles, l'argent fit défaut, si bien que Yamal ne fut jamais développée. En 1999, Aurora, une variante de Yamal destinée à l'exportation fut également proposée.

### Aurora
Aurora (russe Аврора c'est-à-dire Aurore) est une variante de Yamal qui fut présentée pour la première fois en 1999. Aurora devait être tirée d'une nouvelle installation située sur l'île Christmas, possession de l'Australie dans l'océan Indien, des lancements de qualification devant avoir lieu auparavant à Baïkonour. Les coûts de construction du site de lancement étaient estimés à cinq cents millions de dollars américains et devaient être pris en charge par des investisseurs privés. Aurora devait se consacrer au segment des satellites commerciaux de télécommunications de masse moyenne. Après quelques travaux préparatoires, le financement du projet fut finalement suspendu. La chute du marché des satellites rend aujourd'hui peu probable la réalisation d'Aurora.
Aurora était peu différente de Yamal : les modifications les plus importantes comprenaient une version améliorée du moteur NK-33-1 et une coiffe encore agrandie. Ces modifications permettaient d'augmenter la charge utile de 2 %. L'amélioration de la fusée conjuguée avec la position du site de lancement proche de l'équateur permettait à l'Aurora de placer une charge utile de 11 860 kg sur une orbite de 200 km avec une inclinaison de 11,3°. La fusée pouvait envoyer une charge de 4 350 kg en orbite de transfert géostationnaire (GTO) et de 2 600 kg en orbite géostationnaire.

### Onega
Onega (russe Онега, du nom du fleuve) fut proposé en 2004 comme lanceur pour le nouveau vaisseau spatial Kliper. Il devait pouvoir placer depuis le cosmodrome de Plessetsk 14,5 tonnes sur orbite basse et 1,6 tonne en orbite géostationnaire (selon d'autres sources 2,3 tonnes). Les quatre propulseurs du premier étage devaient recevoir un nouveau moteur RD-0155 doté d'une seule chambre de combustion et qui utilisait comme son prédécesseur un mélange kérosène/oxygène liquide. Selon d'autres études, les propulseurs devaient recevoir le moteur RD-120.10F (11D123) qui équipait le deuxième étage de la fusée Zenit.

## Lancement des Soyouz depuis le Centre spatial guyanais

L'aire de lancement du Soyouz au CSG se situe à Sinnamary, à une dizaine de kilomètres des installations utilisées pour Ariane 5 à Kourou.

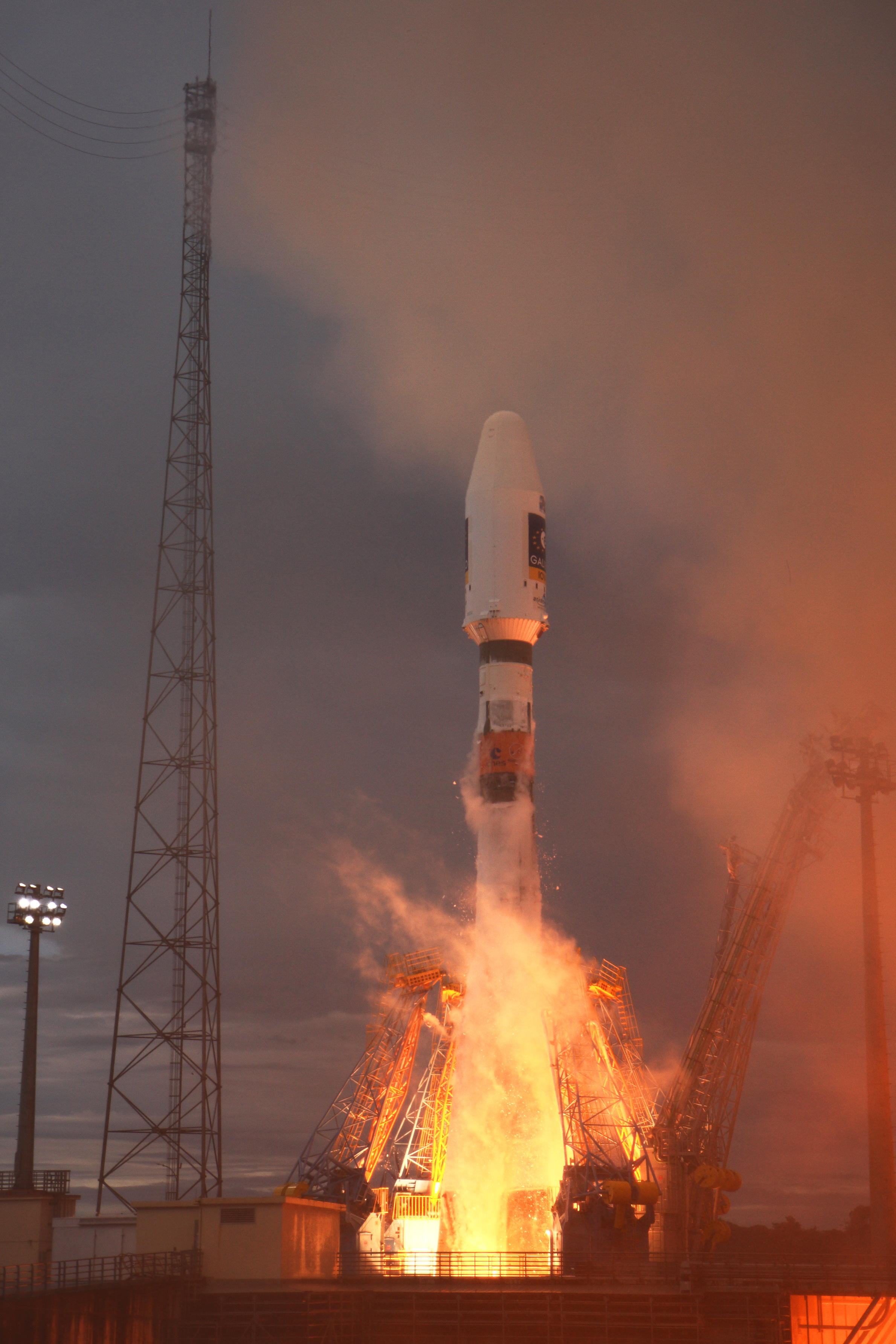
Lancement du premier lanceur Soyouz depuis le centre spatial guyanais, le 21 octobre 2011.

Fin 2004, l'Agence spatiale européenne (ESA) et l'agence spatiale russe Roscosmos signent un accord prévoyant le lancement de fusées Soyouz à compter de 2007 depuis le Centre spatial guyanais, en Guyane française, pour profiter à la fois du faible coût du lanceur et de la situation géographique du CSG, qui grâce à la proximité de l'équateur, permet d'augmenter sensiblement la charge utile lorsque l'orbite visée est une orbite géostationnaire : la capacité de lancement en orbite de transfert géostationnaire passe de 1,7 à 3,3 tonnes. Soyouz sera utilisé pour placer en orbite les satellites qu'Arianespace doit lancer lorsque la taille ne justifie pas l'utilisation d'une Ariane 5.
Des installations, baptisées Ensemble de lancement Soyouz (ELS), sont construites sur la commune de Sinnamary, à une dizaine de kilomètres au nord-ouest des équipements utilisés par Ariane 5 sur la commune de Kourou, créant ainsi une vaste extension du centre spatial, qui est la fierté des habitants des deux communes, et apportant un gain substantiel pour l'économie locale.
Les installations de lancement et les procédures mises en œuvre sont pratiquement identiques à celles de Baïkonour. Le lanceur est assemblé à l'horizontale dans un bâtiment d'intégration (MIK). Il est ensuite amené sur une voie ferrée à l'aire de lancement distante de 650 mètres. L'aire de lancement (ZLS) comporte un carneau de type Baïkonour, avec une fosse profonde pour évacuer les gaz moteurs, et est encadrée par quatre grands paratonnerres. Un portique mobile construit en Russie, mis en place début 2009, est utilisé pour assembler le dernier étage Fregat ainsi que la charge utile sur le lanceur une fois celui-ci parvenu sur la zone de lancement. Ce dispositif n'existe pas à Baïkonour : le dernier étage et la charge utile y sont assemblés avec le lanceur dans le bâtiment d'intégration avant le transport du lanceur Soyouz jusqu'au pas de tir. Le centre de lancement, où se situe l'équipe chargée de contrôler l'assemblage, les tests et le tir, se trouve dans le prolongement du MIK à 1 100 mètres de la zone de lancement. L'assemblage et le lancement sont effectués par des équipes russes.
La construction de ces installations, d'un coût de 344 millions d'euros supporté essentiellement par l'Agence spatiale européenne, prend beaucoup de retard : le premier tir, prévu en mai 2009, est finalement réalisé en octobre 2011 après plusieurs reports. Depuis la mise en service du lanceur léger Vega, tiré également depuis le CSG, la base de lancement peut assurer le lancement de toutes les charges hormis les missions habitées. Ces installations peuvent être également utilisées, moyennant des adaptations importantes, pour le lancement de vols habités Soyouz. Cependant, jusqu'à présent, cette éventualité n'a fait l'objet d'aucune discussion officielle entre l'ESA et la Russie. Néanmoins, le site est construit pour prévoir cette évolution future.
Les modèles de lanceur Soyouz lancés depuis le CSG profitent des améliorations effectuées sur le lanceur depuis les années 2000. La combustion des moteurs des premier et deuxième étages est optimisée permettant un gain de 5 secondes sur l'impulsion spécifique. Le système de contrôle et de télémesure analogique est remplacé par une version numérique. Le lanceur dispose d'une nouvelle coiffe de grande taille. L'étage supérieur Fregat, redémarrable plusieurs fois, permet l'adaptation du lanceur à une grande variété de missions.
Les versions guyanaises du lanceur se nomment Soyouz-STA (pour la variante Soyouz-2.1a) et Soyouz-STB (variante Soyouz-2.1b).
Le premier lancement d'un lanceur Soyouz (STB) depuis le CSG a lieu le 21 octobre 2011,, pour mettre en orbite les deux premiers satellites opérationnels de Galileo. Les deux satellites de test Giove-A et Giove-B sont également lancés par un lanceur Soyouz, mais depuis Baïkonour, et un par un.
À la suite de l'invasion de l'Ukraine par la Russie en 2022 et aux sanctions contre la Russie ayant suivi, le directeur-général de Roscosmos Dmitri Rogozine annonce suspendre la coopération avec l'Europe pour le lancement de Soyouz-ST.

## Lancements marqués par des incidents notables
Trois lancements habités de Soyouz ont connu des défaillances du lanceur. À chaque fois l'équipage a survécu, démontrant la fiabilité des procédures de sauvetage.

### Soyouz 18a (1975)
Le 5 avril 1975, au cours de la phase propulsée de la mission Soyouz 18a, un dysfonctionnement empêche la séparation complète du deuxième étage après son extinction avec le troisième étage du lanceur. La fusée déséquilibrée dévie rapidement de plus de 10° de sa trajectoire nominale ce qui déclenche automatiquement l'abandon de la mission, l'arrêt du moteur du troisième étage et la séparation du vaisseau Soyouz de son lanceur, puis celle du module de descente des autres modules. À ce moment la vitesse du vaisseau est de 5,5 km par seconde et il se trouve à une altitude de 180 km. Après 400 secondes d'apesanteur, la capsule réalise une rentrée atmosphérique brutale, l'équipage encaissant une décélération de 14 à 15 g avec une pointe à 21,3 g. Le vaisseau va atterrir sans encombre dans les montagnes de Sibérie occidentale à 1 200 mètres d'altitude dans 1,5 mètre de neige alors que 20 minutes plus tôt l'équipage avait quitté Baïkonour où régnait une température de 25 °C. Incertains quant à leur lieu d'atterrissage, les cosmonautes brûlent des documents militaires au cas où ils seraient tombés en Chine, avec laquelle l'Union soviétique est, à l'époque, pratiquement en conflit. Après plusieurs tentatives d'équipes de sauveteurs, dont l'une sera prise dans une avalanche, l'équipage est hélitreuillé sain et sauf 24 heures après son atterrissage. C'est le premier cas de mission habitée interrompue durant la phase d'ascension,.

### Soyouz T-10-1 (1983)
Le 26 septembre 1983, peu avant le lancement de Soyouz T-10-1, du carburant se met à fuir à la base du lanceur et prend feu. Le centre de contrôle tente d'activer la tour de sauvetage, mais les câbles de contrôle sont déjà brûlés (l'équipage n'a pas les moyens d'activer lui-même le système). Le centre de contrôle parvient 20 secondes plus tard à activer la tour de sauvetage en lançant la commande par radio. Après séparation avec le lanceur, le vaisseau Soyouz est propulsé durant 5 secondes, soumettant ses occupants à une accélération de 14 à 17 g. Quelques instants plus tard, le lanceur explose, détruisant le pas de tir. Après être monté à une altitude de 650 mètres, le parachute se déploie et le vaisseau atterrit à environ 4 km du pas de tir. L'équipage est sain et sauf. C'est le seul cas de mise en œuvre d'une tour de sauvetage, que ce soit du côté russe ou américain,,.

### Soyouz MS-10 (2018)
Le 11 octobre 2018, au cours du lancement du vaisseau Soyouz MS-10 emportant deux membres de l'équipage de la Station spatiale internationale, la séparation du premier étage du lanceur Soyouz-FG, qui a lieu après deux minutes de vol à une altitude de 50 km, est défectueuse. Un des quatre propulseurs d'appoint ne s'écarte pas suffisamment de l'étage central (2e étage) à la suite de la défaillance d'un des dispositifs chargés de l'éloigner du lanceur. Il vient heurter celui-ci en perforant un de ses réservoirs et mettant hors service le système de contrôle d'attitude. Le lanceur quitte la trajectoire prévue et les systèmes de sécurité déclenchent automatiquement l'éjection du vaisseau Soyouz. Celui-ci poursuit son ascension sur la vitesse acquise jusqu'à une altitude de 92 km puis revient au sol après un vol balistique. Les deux astronautes atterrissent sains et saufs après vingt minutes de vol et avoir subi une accélération d'environ 7 g,.